# Young Sheldon
Young Sheldon er en amerikansk komedie-tv-serie skabt af Chuck Lorre og Steven Molaro. Det er en spinoff prequel til The Big Bang Theory. Serien havde premiere den 25. september 2017 på CBS.

## Forudsætning
Serien følger Sheldon Coopers tidlige liv som et vidunderbarn i den fiktive by Medford, Texas. Mens han vokser op, forsøger han at passe ind i en verden af mennesker, inklusive sin egen familie og venner, som kæmper for at klare sine intellektuelle evner og sociale uduelighed. Mens tidslinjen begynder i efteråret 1989, er tidens gang angivet af episoder, der refererer til historiske eller popkulturelle begivenheder fra begyndelsen af 1990'erne, hvoraf nogle er unikke for USA.

## Rollebesætning og karakterer
- Iain Armitage som Sheldon Lee Cooper, et vidunderbarn, der er velbevandret i forskellige grene af matematik og naturvidenskab. Han oplyser, at han besluttede at forfølge fysik omkring samme tid som showet begynder. Selvom han er akademisk begavet, mangler Sheldon en fuld forståelse af sociale signaler og adfærd. På grund af hans intellekt viser han ofte en følelse af overlegenhed over alle, hvilket får ham til at være uvidende om virkningen på andre mennesker, inklusive hans familie. Ikke desto mindre har Sheldon vist sig at elske sin familie. Han er Georgies yngre bror og Missys ældre tvillingebror. Han begynder at gå i gymnasiet som 9-årig og på fuld tid på college i en alder af 11, derefter opnår han sin bachelorgrad og flytter til Californien i en alder af 14 i den sidste episode, hvor han begynder sine kandidatstudier på Caltech, hans fremtidige arbejdsgiver. Armitage optræder som en del af videooptagelser, der spiller karakteren i The Big Bang Theory gennem en episode i den sidste sæson.
  - Jim Parsons er stemmen til den voksne Sheldon Cooper, som giver perspektivet af en voksen, der minder om sin barndom.[3] I betragtning af et væld af tilbagevirkende kontinuitetsspørgsmål, der er udforsket i serien, er han siden blevet betragtet som en upålidelig fortæller af nogle iagttagere.[7][8][9]
  - Parsons gentager også fysisk sin rolle som voksne Sheldon i seriefinalen, hvor han afsløres i at have skrevet sine erindringer. År efter finalen i The Big Bang Theory bor han nu i forstaden Los Angeles sammen med sin kone, Amy Farrah Fowler, deres søn Leonard og datter.
- Zoe Perry som Mary Cooper (født Tucker), mor til Sheldon, Missy og Georgie. Hun er streng og overbeskyttende over for sine børn, og hun bekymrer sig om dem på grund af sin egen urolige fortid. Hun er en hengiven sydstatsbaptist , der arbejder i sin lokale kirke, og nogle gange protesterer hun mod Sheldons ateisme . Ikke desto mindre elsker hun sin søn dybt og ønsker at beskytte ham, så længe hun kan. [10] Perrys mor, Laurie Metcalf , spillede Mary i The Big Bang Theory.